# Sergio Souza
Sergio Sebastián Souza Pisano (Montevideo, Uruguay, 7 de mayo de 1985) es un futbolista uruguayo. Juega de delantero, su último club fue Santa Tecla y actualmente se encuentra sin equipo.

## Clubes
| Club                  | País        | Año         |
| --------------------- | ----------- | ----------- |
| River Plate           | Uruguay     | 2007 - 2009 |
| Wanderers             | Uruguay     | 2010        |
| River Plate           | Uruguay     | 2010        |
| Central Español       | Uruguay     | 2011 - 2012 |
| Olmedo                | Ecuador     | 2012        |
| Central Español       | Uruguay     | 2013        |
| Técnico Universitario | Ecuador     | 2013-2014   |
| Canadian              | Uruguay     | 2014        |
| Progreso              | Uruguay     | 2014 - 2015 |
| Rampla Juniors        | Uruguay     | 2016        |
| Santa Tecla           | El Salvador | 2016 - 2017 |
| Huracán del Paso      | Uruguay     | 2019        |
| Miramar Misiones      | Uruguay     | 2020-2021   |
| Coatepeque            | Guatemala   | 2021 - 2022 |
| Mictlán               | Guatemala   | 2022        |
| Terremoto             | Uruguay     | 2023        |
| Paso de la Arena      | Uruguay     | 2024        |